# Bokel, Pinneberg
Bokel là một đô thị thuộc huyện Pinneberg, bang Schleswig-Holstein, Đức.